# トリイステーション

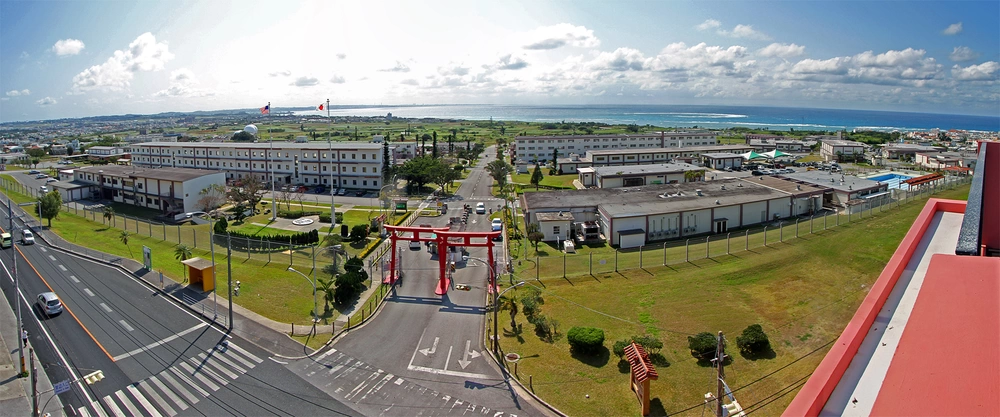
二つの鳥居の形状をしたゲートがトリイ・ステーションの象徴となっている。

トリイステーション（Torii Station）とは、沖縄県読谷村にあるアメリカ陸軍の基地。トリイ通信施設とも呼ばれている。

## 概要

### 施設
トリイステーションは、その名の通り、米軍が基地のゲートに巨大な鳥居を設置しているのがその名前の由来であり、その鳥居はトリイ基地の象徴となっている。
- 名称：トリイ通信施設（FAC6036）
- 所在地：沖縄県読谷村
- 施設面積：3,282,000㎡ (1972) → 1,895,000㎡ (2017)[1]
- 管理部隊名：米陸軍トリイステーション基地管理本部
- 地主数：1,355人
- 年間賃借料：1,457百万円（2014年度）
- 駐留軍従業員数：476人

使用部隊名：米国陸軍第10支援群司令部、米国陸軍第1特殊部隊群第1大隊第500軍事情報部隊沖縄支所、在日米陸軍通信部隊通信大隊、米陸軍トリイステーション基地管理本部

### 施設機能

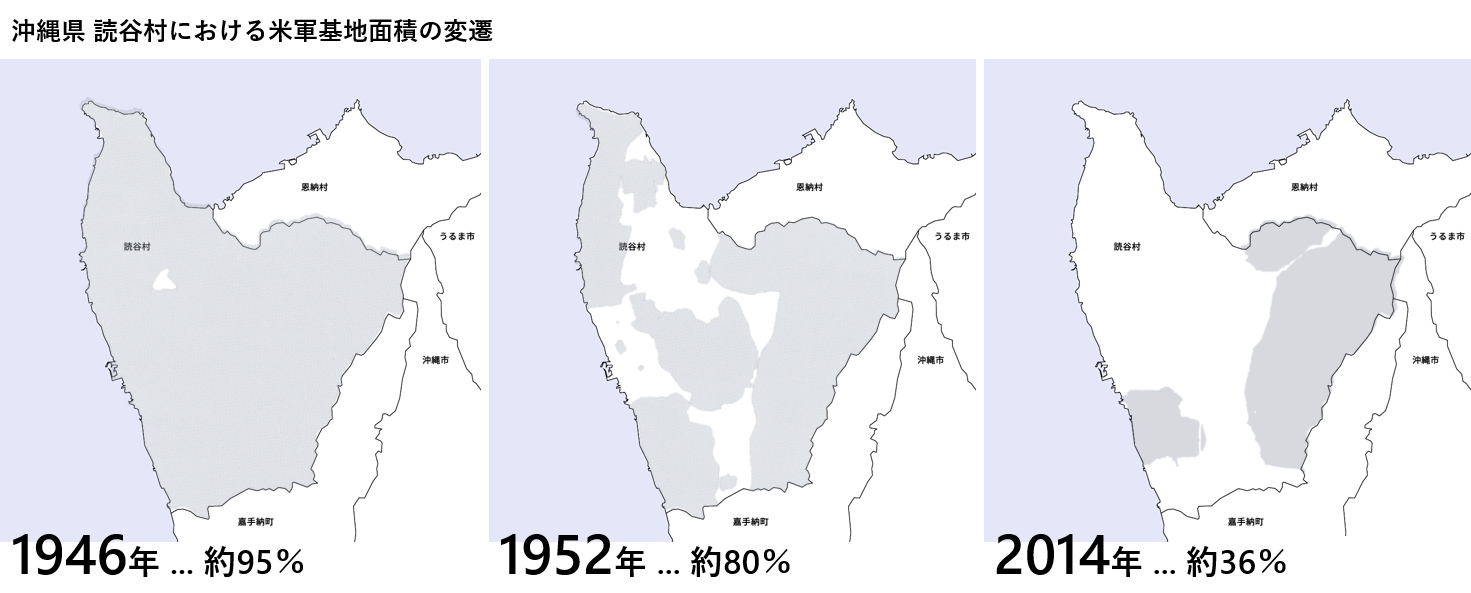
読谷村では沖縄返還1972年時点で米軍基地面積は73%であったが、1973年にはトリイ通信施設の南側 (渡具知地区 - 楚辺戦略通信所が返還され、2013年では36％となった。

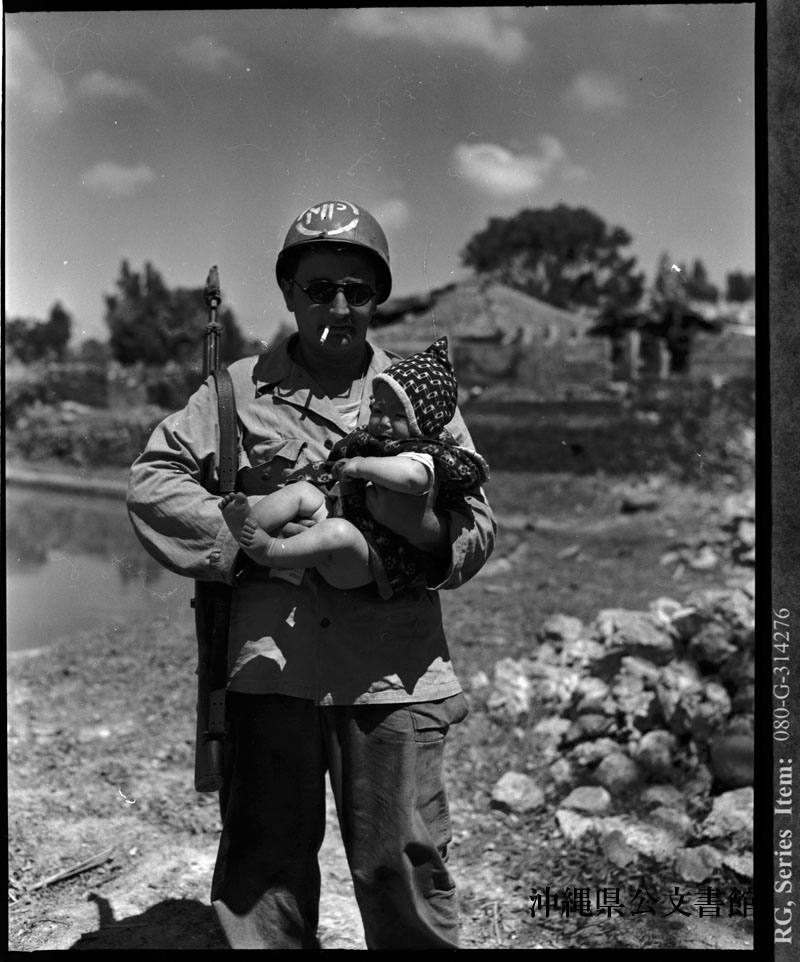
激しい艦砲射撃が村を襲った。軍警察が楚辺で子どもを抱き上げている。

使用主目的：通信所
1986年9月、陸軍第10地域支援群司令部が牧港補給地区から移駐してきたことにより、在沖米陸軍の上級司令部となった。
1990年10月、第1140通信大隊（現陸軍第58信号大隊）の要員、物資の一部が同施設に移動し、米陸軍宇宙部隊（USAESPACE）の移動通信衛星管制ターミナル・トリイ通信施設分遣隊が形成された。米軍の西太平洋地域における戦略通信網の最重要施設となっている。
返還協定での使用目的は「通信所」となっているにもかかわらず、米陸軍特殊部隊 (グリーンベレー) 第1特殊部隊 (1st Special Forces Regiment (Airborne))、第1大隊 (1st Battalion) の390人が、基地の護衛を名目として駐留している。

施設のトリイ・ビーチは、4軍のビーチとして利用され、年に数回のビーチ一般開放日がある。

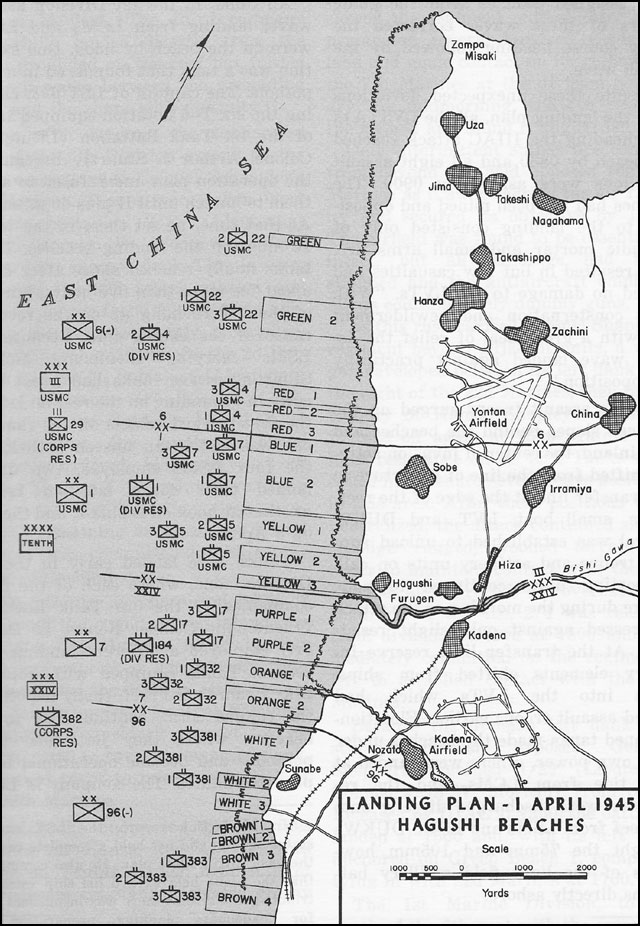
1944年4月1日、渡具知 (Hagushi) 上陸地点

## 歴史

### トリイ通信施設
1945年4月1日、米軍の沖縄上陸地点となる。8月から通信施設、車両重機整備場、軍需物資集積所として使用。住民はいったん楚辺に作られた臨時の収容所に収容されるが、その後、住民は、本格的な沖縄の収容所地区に移転させられる。読谷村全体が軍事施設建設地域と設定されたため、楚辺の住民の帰還は1947年になってのことであった。
1952年2月14日、「楚辺トリイステーション」建設で再び土地が強制接収され、楚辺区住民に立ち退きが命じられる。
1953年8月13日、「楚辺戦略通信所」建設でさらに南側の区域が強制接収され、渡具知区住民の立ち退きが命じられる。
1972年5月15日、沖縄返還協定で楚辺トリイステーションと楚辺戦略通信所が統合され、「トリイ通信施設」として提供開始。
| FAC6036 | トリイ通信施設 | 楚辺トリイ・ステーション | 継続使用 |
| FAC6036 | トリイ通信施設 | 楚辺戦略通信所           | 部分返還 |

1973年9月15日、旧楚辺戦略通信所のアンテナ地区の大部分1,315,000 ㎡を返還。返還地の一部は、古堅小学校用地に。
1977年5月14日、27,000 ㎡を返還。
1979年10月31日、14,000 ㎡を返還。
1981年3月26日、隊舎として6,820 ㎡を追加提供。5月7日、消防施設等として1,000 ㎡を追加提供。
1984年3月、陸軍第1特殊部隊（グリーンベレー）再配備開始。
1986年9月、陸軍第10地域支援群司令部が牧港補給地区から移転してくる。
1988年5月、衛星通信施設を建設。7月3日、駐車場と倉庫建設のため、黙認耕作地の明け渡しを要求。
1996年12月2日、SACO 最終報告によって、瀬名波通信施設 (ボーローポイント) のアンテナ施設とその関連支援施設をトリイ・ステーションに移設移設することで、2000年度末までを目途に瀬名波通信施設を返還する日米同意が取り決められる。
1999年3月31日、約38,000㎡ の返還。
2006年10月2日、1996年の合意に基づき瀬名波通信施設の土地 (約 2,600 ㎡) を統合。
2015年、嘉手納バイパス (国道58号バイパス) 整備に伴い、飛び地となっていた土地 (約3.8ha) を返還。

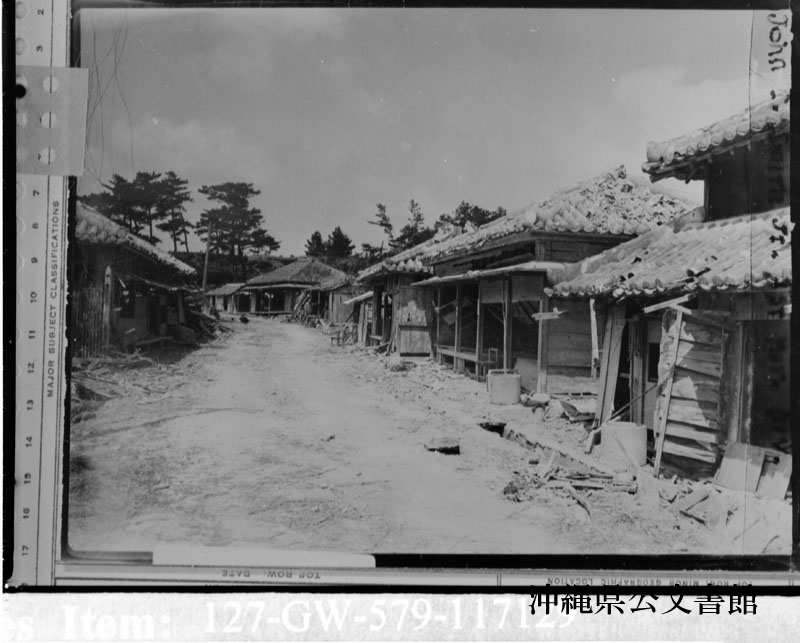
ゴーストタウンと化した楚辺の集落 (1945年4月1日)

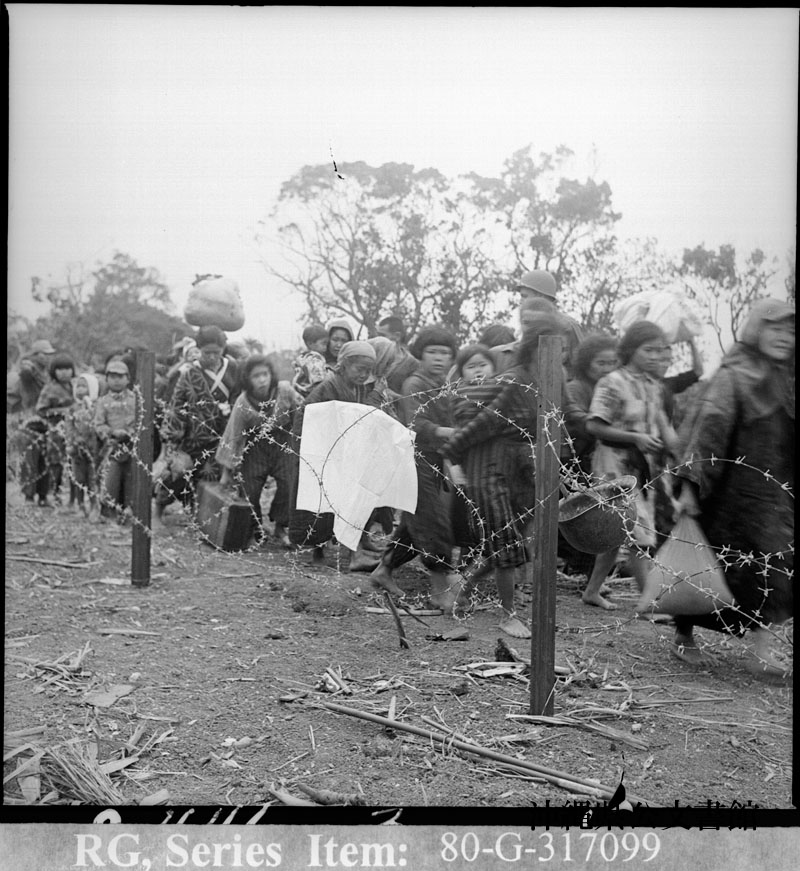
臨時の楚辺捕虜収容所に収容される住民 (1945年4月4日)

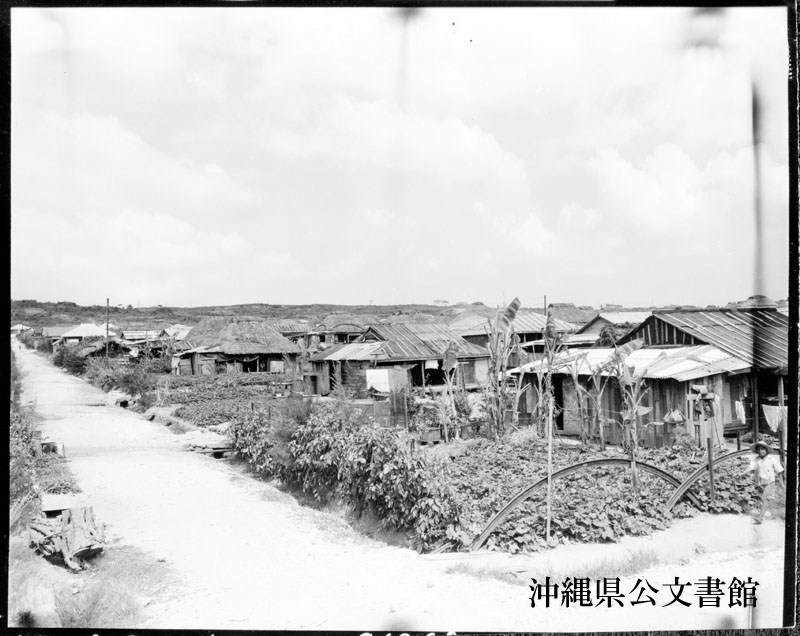
米軍の記録にある新楚辺部落。米陸軍撮影「ライカム米民間援助の下、700世帯が旧楚辺部落から移った」(1953年 8月24日)

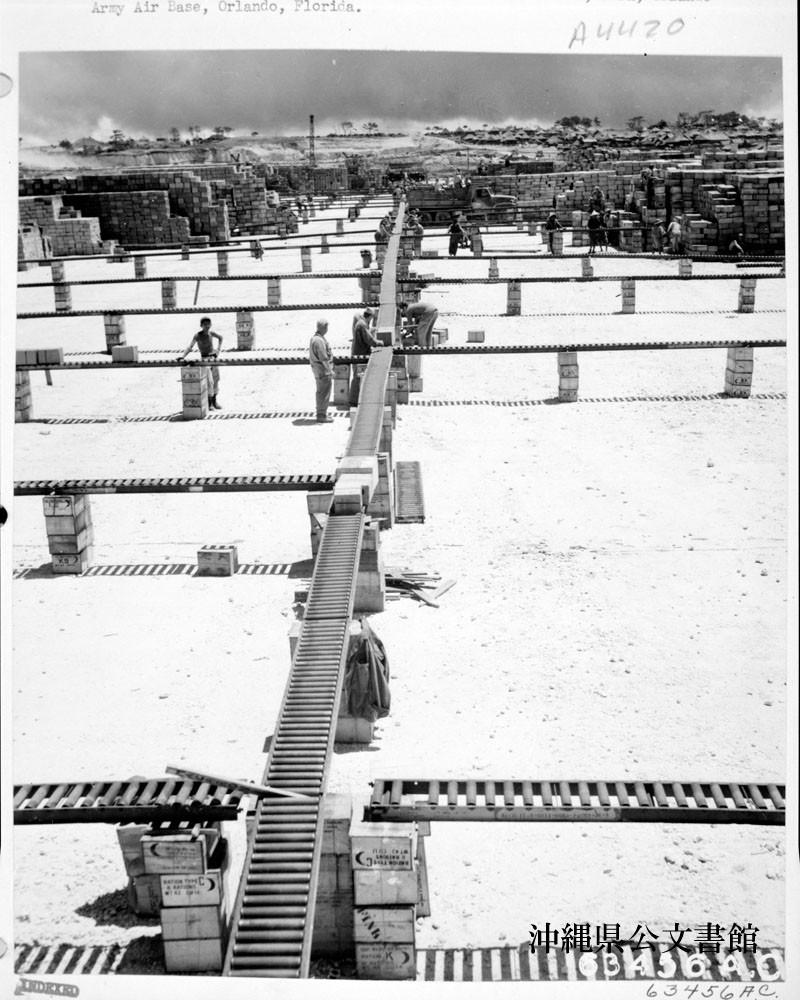
米陸軍の楚辺部隊、第4474兵站部隊の物資集積場。工事には採掘された石灰岩が使われた。ここに集められた補給物資はローラーで運ばれ、各地の部隊に配送される。(米空軍撮影 1945年8月7日)

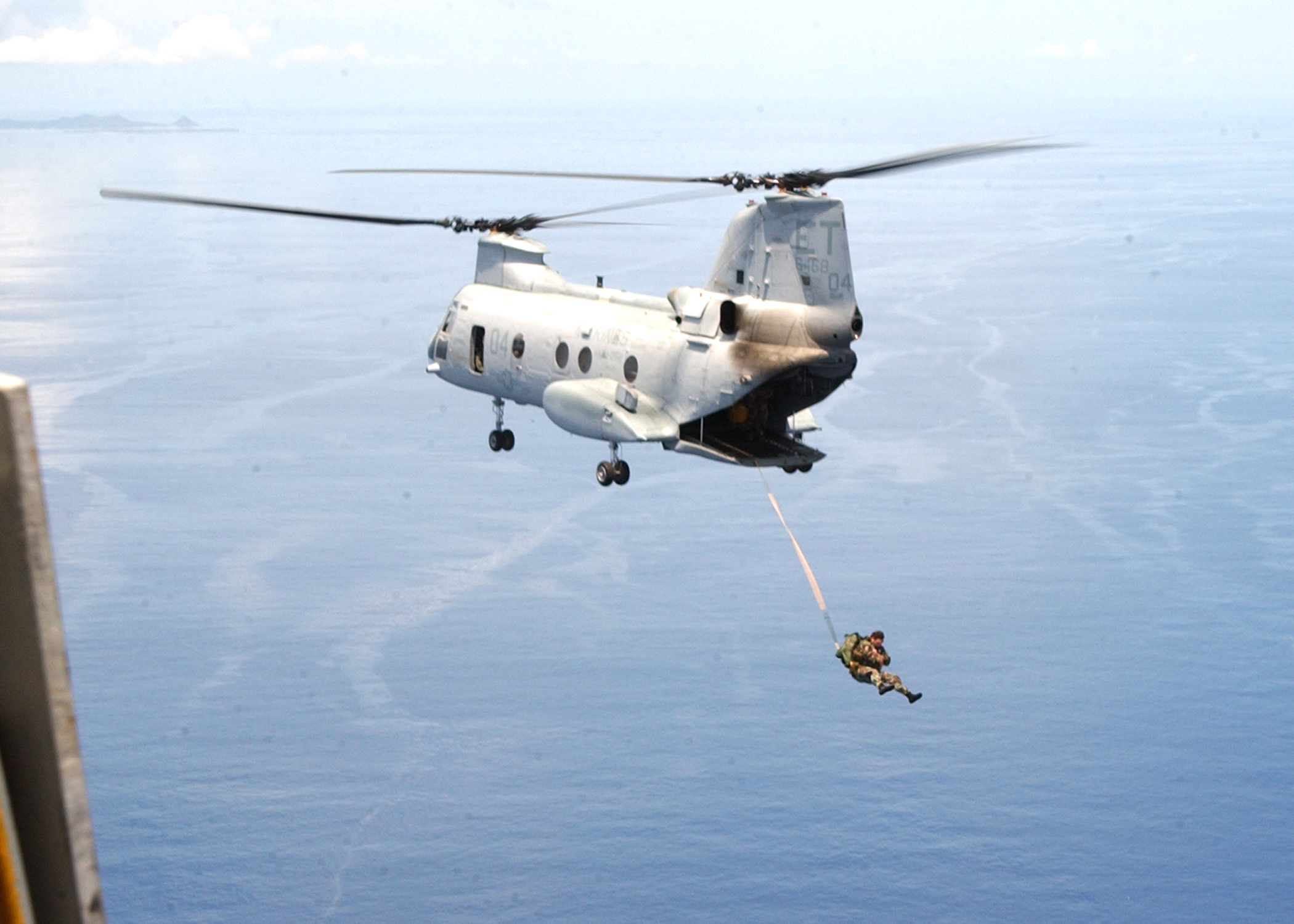
通信基地という使用目的だが、米陸軍は頻繁にトリイ・ステーションでの吊り下げ訓練を行っている。沖縄トリイ・ステーション第1特殊作戦航空部隊第1大隊が CH-46E シーナイトヘリからジャンプ。普天間海兵隊航空基地所属のヘリ HMM-262 の「フライングタイガー」から。（2004年8月4日）

## 楚辺地区の強制接収
1943年、楚辺地区は5つの各組に発動機を用いた共同製糖工場サーターヤーを持つ大きな集落であった。夏頃、日本軍による北飛行場 (読谷飛行場) 建設が始まり、楚辺の海岸壁にもトーチカが構築され、演習なども行われていたが、米軍上陸前には、すでに日本軍は飛行場を自壊し主力部隊は撤退していた。
1945年4月1日、沖縄戦で日本軍の読谷飛行場や嘉手納飛行場をめざす米軍上陸地となり、すさまじい艦砲射撃が集落を破壊した後、占領された。現在、トリイステーション北西角のユウバンタに「艦砲ぬ喰ぇ残さー」の記念碑が建っている。米軍は楚辺に臨時の収容所 (楚辺収容所) を設置し、臨時の野戦病院 (登殿内旧屋敷跡) も開設した。米軍は楚辺の臨時収容所を短期で閉鎖し、住民をその他の沖縄の収容所地区に移送して、読谷村全村を軍事施設として利用した。楚辺と西側海岸一帯は兵站部隊の物資集積場 (Quarter Master Depot / Dump) として使用された。楚辺地区の住民に帰村が許されたのは1947年になってからのことだった。
1947 年、楚辺地区が解放され帰村が始まる。旧楚辺地区の収容者の内、約300人の青年会が復興作業と治安維持のため結成され、復1948年に楚辺地区の行政が復活した。楚辺のエイサーや年中行事も再開され、沖縄戦で荒廃した家屋や土地の開墾、ならびに学校などの整備等が進んだ。
1951年5月、なんとか復興の兆しがみえる頃になって、米国民政府から突如として「楚辺トリイ・ステーション」建設のための立退き命令が通達された。度重なる住民側の陳情にもかかわらず、12 月には工事が着手され、住民はやむなく米国民政府が指定する北側の土地に移住を余儀なくされた。これが現在の新「楚辺地区」である。
1952年1月、移転居住地を集落北側の耕地に移すこととし、旧集落の5つの組を4班に再区分し、2月に移動対策委員会の計画にもとづき移動が開始され、5 月に集落の移動が完了した。
現在も旧楚辺地区はトリイステーションの内側にある。
古代の遺跡
楚辺は古くからの歴史を持つ集落で、村内で確認されている遺跡71か所 (2018年4月現在) のうち21 の遺跡が楚辺地区に位置し、とりわけトリイステーション施設内に数多くある。これまでの調査から縄文時代後期・晩期 (3500～ 2500年前) から弥生時代相当期、グスク時代、近世、近代・沖縄戦前までの様々な時代の遺跡が歴史的に重層していることがわかっている。タシーモー北方遺跡では、12の掘立柱建物遺構や鉄加工関連の遺物が出土した。ウガンヒラー北方遺跡では粟、麦、米などの穀物が栽培され倉庫に蓄えていたことがわかっている。
基地のなかの聖地
楚辺には多くの聖地が所在し、特に7つの拝所 (ウガンヒラー、トゥンチヤー、イーガー、クラガー、ウカー、メーチンシ、クミンドー) すべてがトリイステーションのなかにある。楚辺自治会は、定期的に清掃を行い大切に継承している。

## 渡具知地区の強制接収
1945年4月1日、米軍は渡具知海岸 (Hagushi Beach) から上陸、渡具知前ヌ浜はイエロービーチ(Yellow Beach)と名づけられ、以後、 工兵資材集積所 (Engineer Dump) として物資の陸揚げ拠点となった。
1949年、渡具知住民に帰村許可がおり、1950年には渡具知集落への帰還・移住が実現した。
1953年1月、米国民政府は住民へ立ち退きを通告するが、住民は琉球政府主席に通告の撤回を要求する請願書を提出。これに対し、米軍は後に「銃剣とブルドーザー」と呼ばれる強制接収にのりだす。これにより住民は立ち退きに応じ、その年の8月13日、比謝後原へ移住した。
1954年、「楚辺戦略通信所」の建設のため、再び強制接収され、住民は比謝西原への集団移住を余儀なくされた。
1973年、長年にわたる抗議運動の末、「旧楚辺戦略通信所」の部分返還が決定した。「復帰先地公共施設整備事業」が実施され、渡具知の住民の帰村はそれから3年程かけて実現した。
1973年9月15日、米軍は南側に隣接する渡具知・古堅地域「旧楚辺戦略通信所」(ストラトカム受信施設) のアンテナ地区の大部分1,315,000㎡を返還した。

## 主な事件や事故の一例
トリイ・ステーションのある海域は米軍の訓練海域ではないにもかかわらず、近年、航空機の吊り下げ輸送等による物資や車両の落下事故の事例が報告されている。また、中部地域の基地が原因の環境汚染や渋滞問題の解決が課題となっている。すぐ北側には観光施設の都屋漁港やホエールウォッチングの生け簀、サーフィンの海岸、また中部のリゾートホテルなどが並んでいる。
- 1971年10月29日、楚辺の畑に嘉手納基地所属のT-33ジェット練習機が墜落した。ランディングギアの故障のため、パイロットは緊急脱出した。パイロットの2名は無事だったが、畑で作業していた男性が爆風で負傷した。現場を訪れた司令官は「1～2秒遅ければ集落に突っ込んでいた」と説明した。楚辺では抗議集会が開かれたが、飛行訓練は続けられた[13]。

- 1978年、基地より約 350mほど海域へ敷設されている排水管から、未処理のままのし尿や生活排水が海に排出されたことにより、沿岸を汚染。

- 1980年5月19日、楚辺海岸にある施設の排水溝から、汚水がたれ流され海を汚染。

- 1988年8月8日、施設内で爆発事故が発生し、陸軍特殊部隊隊員1名が負傷[3]。

- 2006年、トリイを飛び立った普天間飛行場所属のCH53E大型輸送ヘリによってつり下げられていた軍用車両がすぐ北側の都屋漁港護岸近くの海上に落下。

- 2009年11月7日、トリイ・ステーション兵士がひき逃げ事件を起こす[14][15]。

- 2018年4月1日夜、米軍トリイ通信施設から発生したサイレン音によって、読谷村付近で騒音が発生[16]。

## 特殊部隊の訓練基地として
トリイ通信施設はその主要使用目的が通信施設として提供されているにもかかわらず、近年、米軍は陸軍特殊部隊の訓練施設としての使用頻度を高めている。2019年9月24日、米特殊作戦軍の2018米会計年度軍事建設事業計画によると、車両や武器を整備するため特殊作戦部隊用の「戦術装備品整備複合施設」(TEMF) の建設が進められている。インド太平洋地域での軍事作戦を実施する施設、グリーンベレーの拠点としての機能が強化されている。